# Godlewo-Piętaki
Godlewo-Piętaki – wieś w Polsce położona w województwie podlaskim, w powiecie wysokomazowieckim, w gminie Czyżew.
W latach 1975–1998 miejscowość administracyjnie należała do województwa łomżyńskiego.
Wierni kościoła rzymskokatolickiego należą do parafii św. Apostołów Piotra i Pawła w Czyżewie.

## Historia wsi
Godlewo założone prawdopodobnie w końcu XIV lub na początku XV w. przez książęcego mierniczego ziemi. W tamtym czasie osoba taka nazywała się Godel i stąd wzięła się prawdopodobnie nazwa Godlewo.
W XVI w. istniało w okolicy kilkanaście przysiółków zamieszkiwanych przez drobną szlachtę herbu Gozdawa, która przyjęła nazwisko Godlewscy.
Wzmiankowani Godlewscy:
- Franciszek - burgrabia grodzki, nurski
- Stanisław - senator, wielokrotny poseł Ziemi nurskiej (1680-1703), kasztelan podlaski (1705)
- 3. było chorążymi nurskimi, 2. cześnikami, 3. komornikami ziemskimi, 1. był łowczym, a 2. miecznikami
- w roku 1698 na elekcję Augusta II Sasa przybyło 95 Godlewskich[9]

W XIX w. wieś w powiecie ostrowskim. Wchodziła w skład okolicy szlacheckiej Godlewo, którą tworzyły:
- Godlewo-baczki lub Godlewo-baćki, gmina Kamieńczyk Wielki, parafia Czyżewo. W 1827 roku we wsi 12 domów i 35. mieszkańców. Pod koniec XIX w. 15 domów i 110. mieszkańców
- Godlewo-cechny, parafia Andrzejewo. W 1827 roku 9 domów i 64. mieszkańców. Pod koniec XIX w. 6 domów i 55. mieszkańców
- Godlewo-gorzejewo, parafia Andrzejewo. W 1827 roku 14 domów i 94. mieszkańców. Pod koniec XIX w. 11 domów i 87. mieszkańców
- Godlewo-gudosze lub Godlewo-gurosze, w 1827 roku 17 domów i 93. mieszkańców. Pod koniec XIX w. 13 domów i 101. mieszkańców
- Godlewo-łuby, w 1827 roku 60 domów i 130. mieszkańców. Pod koniec XIX w. 25 domów i 174. mieszkańców
- Godlewo-mierniki, w 1827 roku 22 domy i 130. mieszkańców. Pod koniec XIX w. 22 domy i 121. mieszkańców
- Godlewo-milewek, w 1827 roku 14 domów i 195. mieszkańców. Pod koniec XIX w. 17 domów i 127. mieszkańców
- Godlewo-olszewo
- Godlewo-piętaki, w 1827 roku 12 domów i 83. mieszkańców
- Godlewo-plewy, gmina Szulborze koty, parafia Zuzela
- Godlewo-warsze[10].

Folwark Godlewo-dziudzie z nomenklaturami: Siennica, Giże, Łukasze, Pierce i wsi Zaremby Bolędy posiadał w roku 1868 powierzchnię 275. morgów.
Folwark Godlewo Wielkie litera W z przyległościami we wsi Szulborze Koty o powierzchni 354. morgów.
W 1921 r. wyszczególniono:
- wieś Godlewo-Piętaki. Było tu 16 budynków z przeznaczeniem mieszkalnym oraz 115. mieszkańców (66. mężczyzn i 49 kobiet). Wszyscy podali narodowość polską
- stację kolejową Godlewo-Piętaki, gdzie znajdował się 1 budynek mieszkalny z 8. mieszkańcami (4. męż

Wieś Godlewo-Piętaki w liczbach, [w:] Polska w liczbach [online], polskawliczbach.pl [dostęp 2021-02-05] (pol.), liczba ludności na podstawie danych GUS.
GUS: Ludność - struktura według ekonomicznych grup wieku. Stan w dniu 31.03.2011 r..
Poczta Polska. Wyszukiwarka kodów pocztowych
GUS. Wyszukiwarka TERYTczyzn i 4 kobiety).